# Capilla de Nuestra Señora del Baluarte
La capilla de Nuestra Señora del Baluarte (en portugués:Capela de Nossa Senhora do Baluarte) es una pequeña capilla situada en la localidad de Isla de Mozambique, en la isla del mismo nombre, provincia de Nampula, Mozambique, en el exterior de la Fortaleza de San Sebastián, a los pies de su baluarte norte. Forma parte del conjunto monumental de la ciudad que está declarado Patrimonio de la Humanidad por la UNESCO desde 1991.

## Historia
Fue construida en 1522 por la tripulación de la armada de Pedro de Castro que hizo allí una escala camino de la India, la misma que atacó el establecimiento suajili del archipiélago de las Quirimbas, donde fueron rechazados.
La capilla es de estilo manuelino, cubierta por una bóveda imperfecta, debido posiblemente a la inexperiencia de los arquitectos. En su construcción fueron utilizados cantería y elementos decorativos traídos de la metrópoli, seguramente destinados a la India.
Fue construida sobre una batería de artillería en un costado de la Fortaleza de San Sebastián. Posteriormente, durante el siglo XVII, le fue añadido un atrio en la entrada de la misma manera que las iglesias portuguesas de la India. 
Se trata de la única muestra de arquitectura de estilo manuelino en Mozambique y está considerada como la edificación colonial más antigua de toda la costa del Índico. Fue restaurada en 1996 con fondos de la Comisión Nacional para los Descubrimientos de Portugal.

## Galería de imágenes

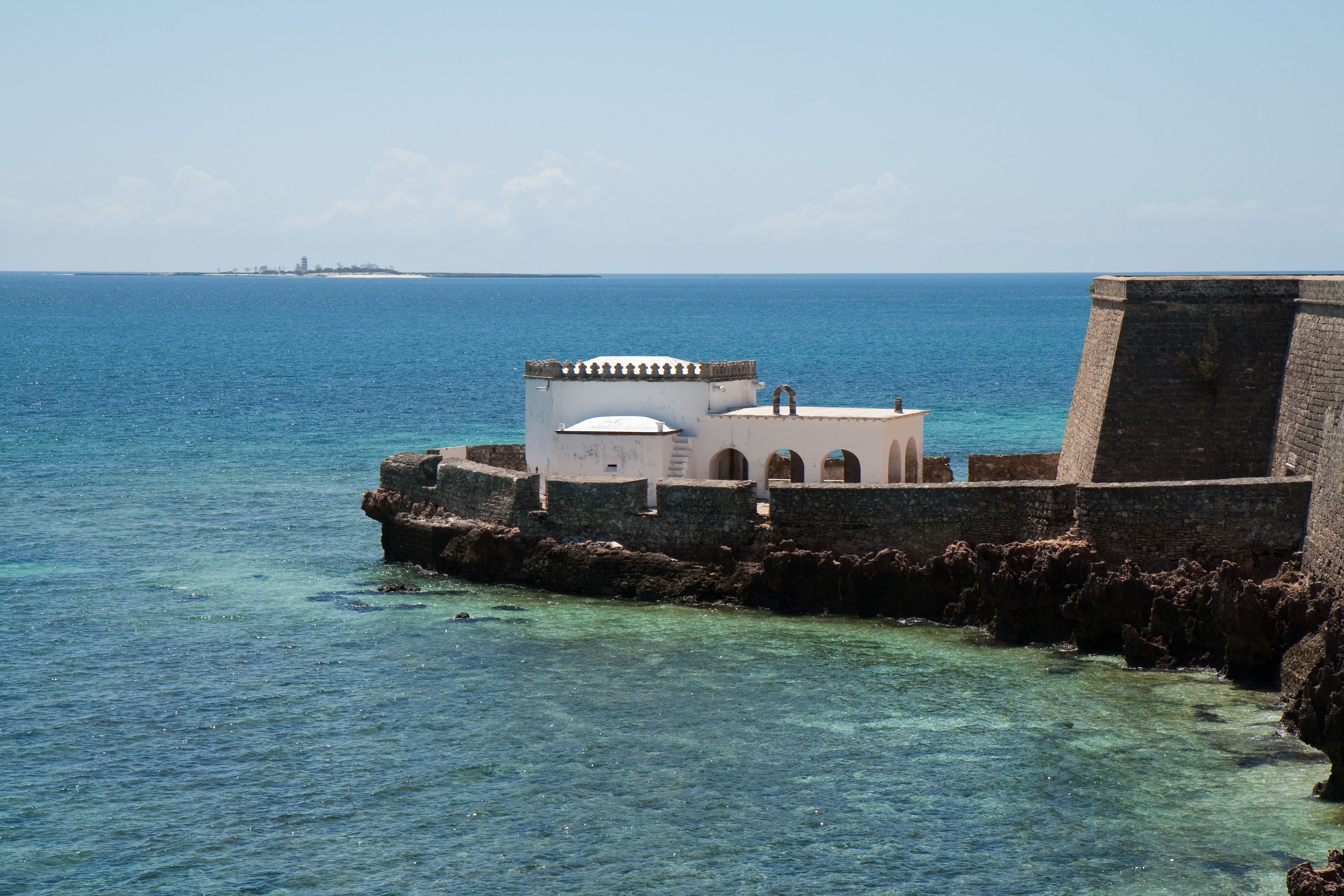
Capilla vista desde el Fuerte de San Sebastián.
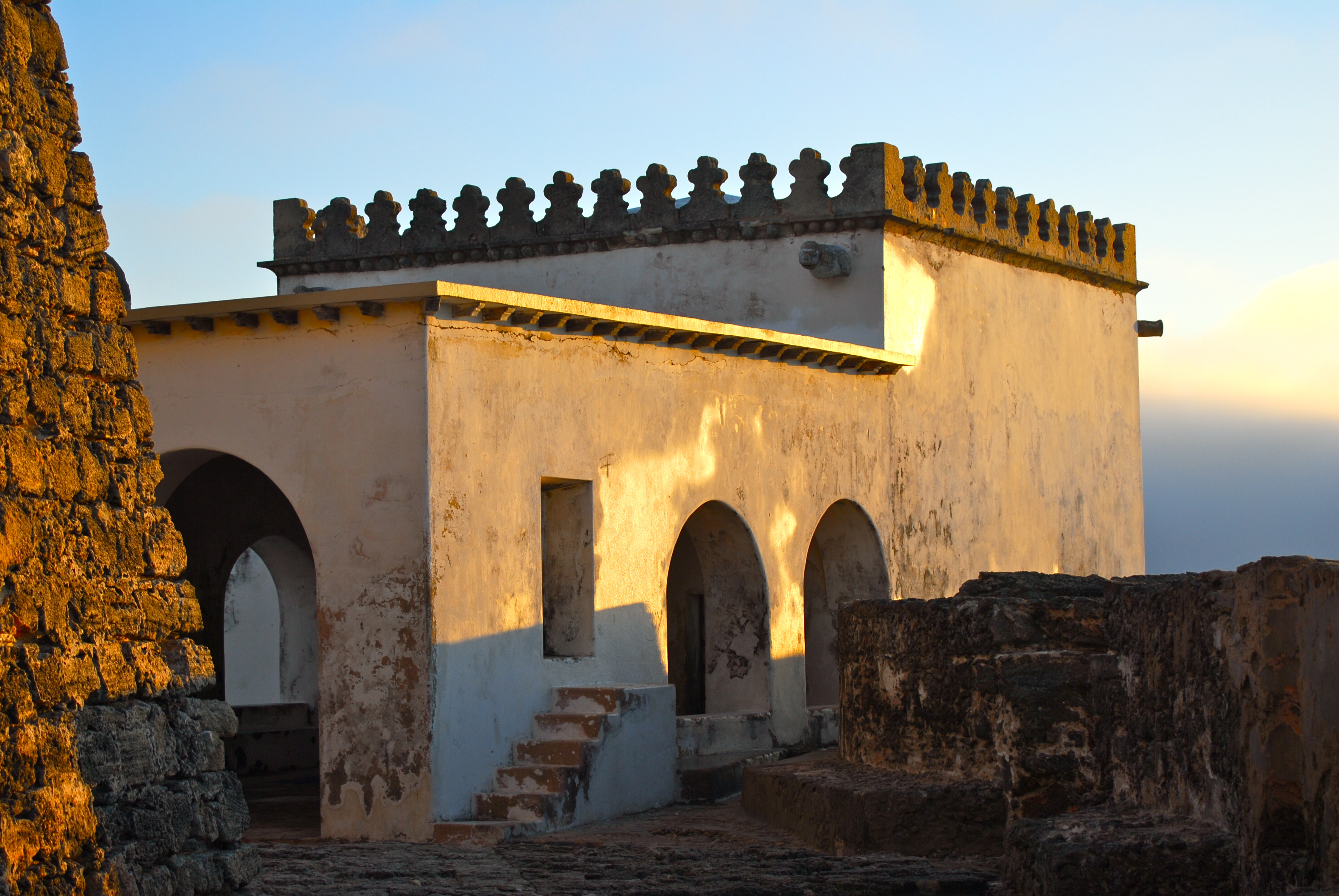
Vista de la capilla.
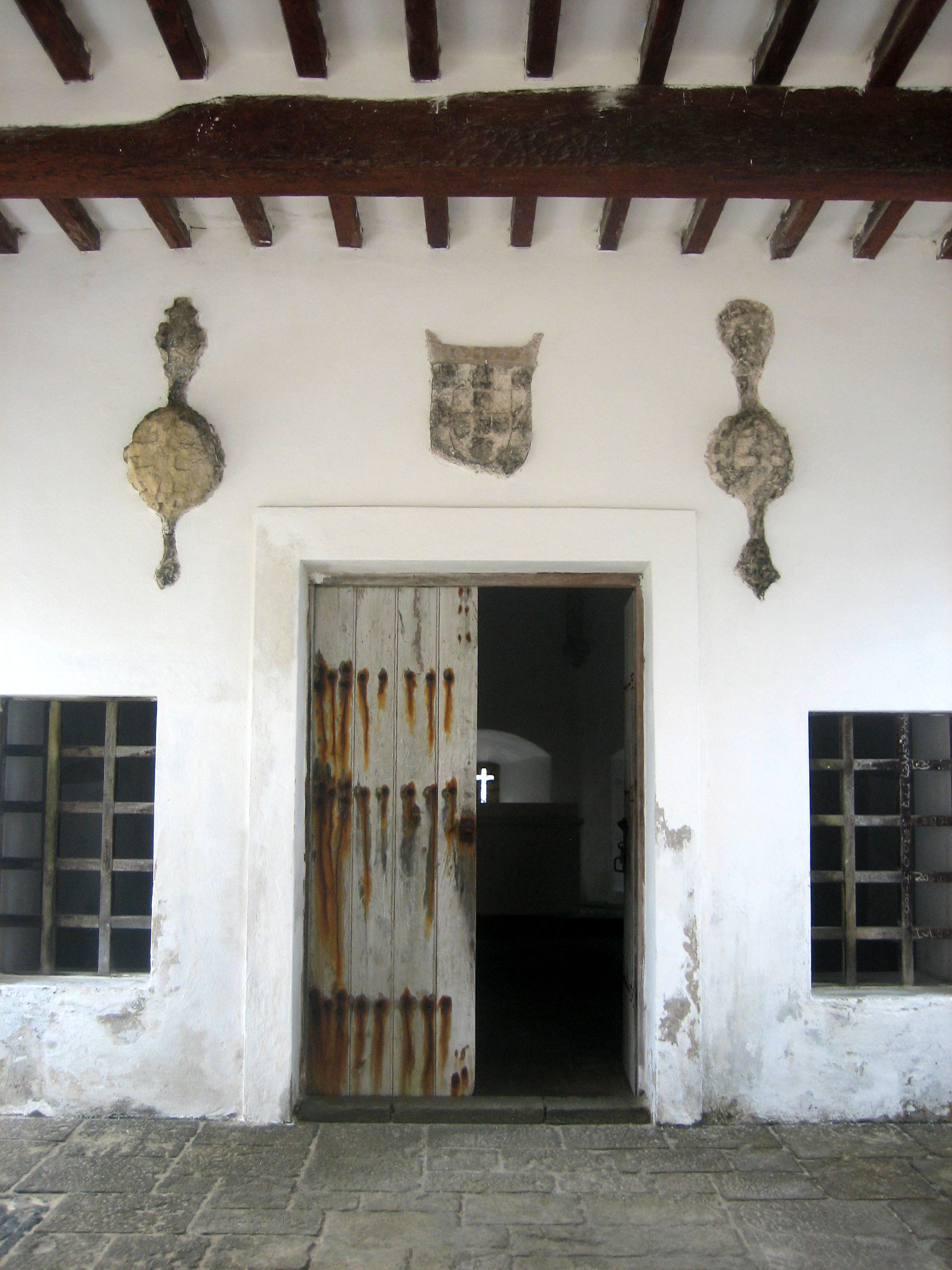
Atrio de entrada.
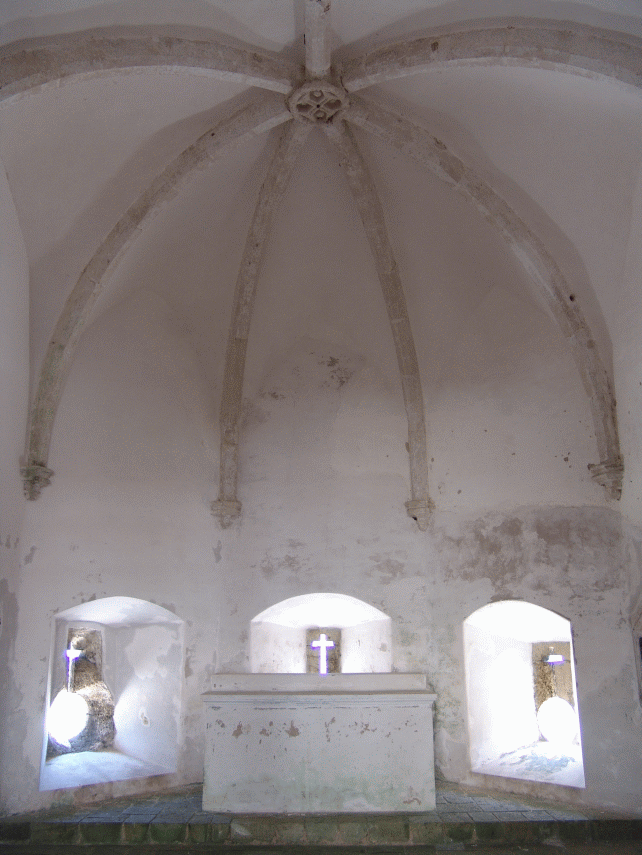
Bóveda del ábside.
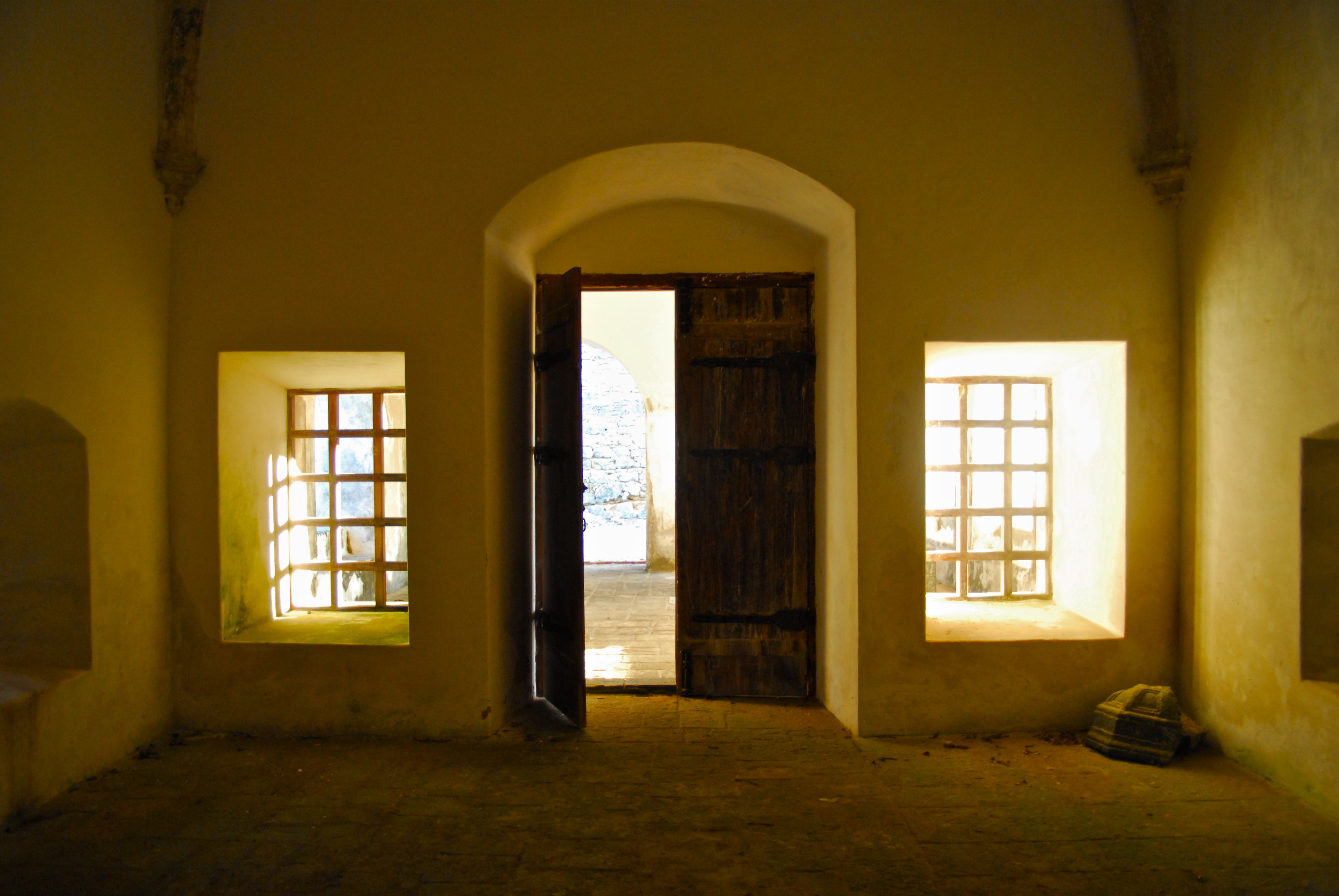
Interior.
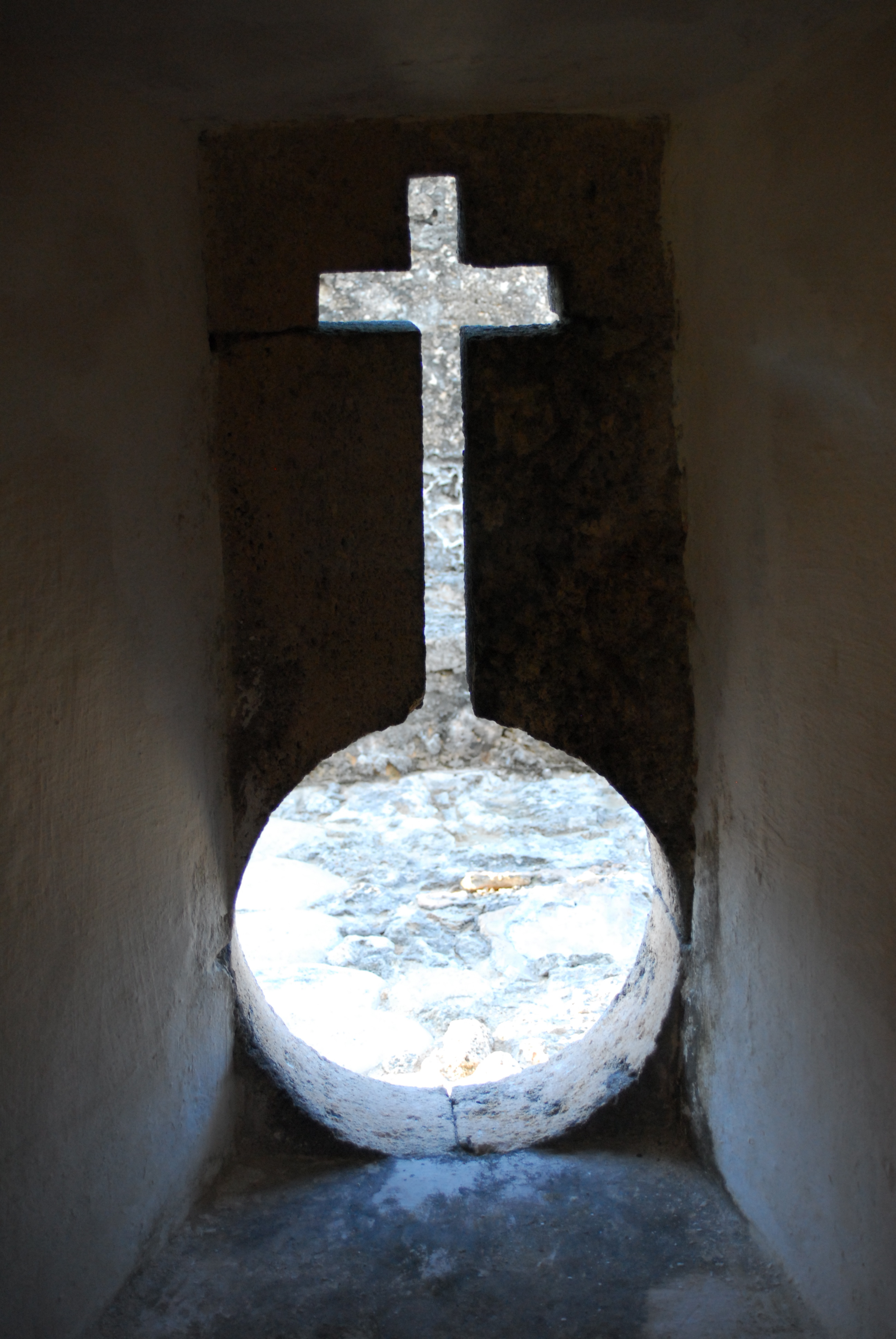
Tronera.